# Friedrich Kirchhoff (Unternehmer, 1890)
Friedrich Kirchhoff (* 11. Juli 1890; † 1. Oktober 1978 in Iserlohn) war ein deutscher Unternehmer.

## Leben

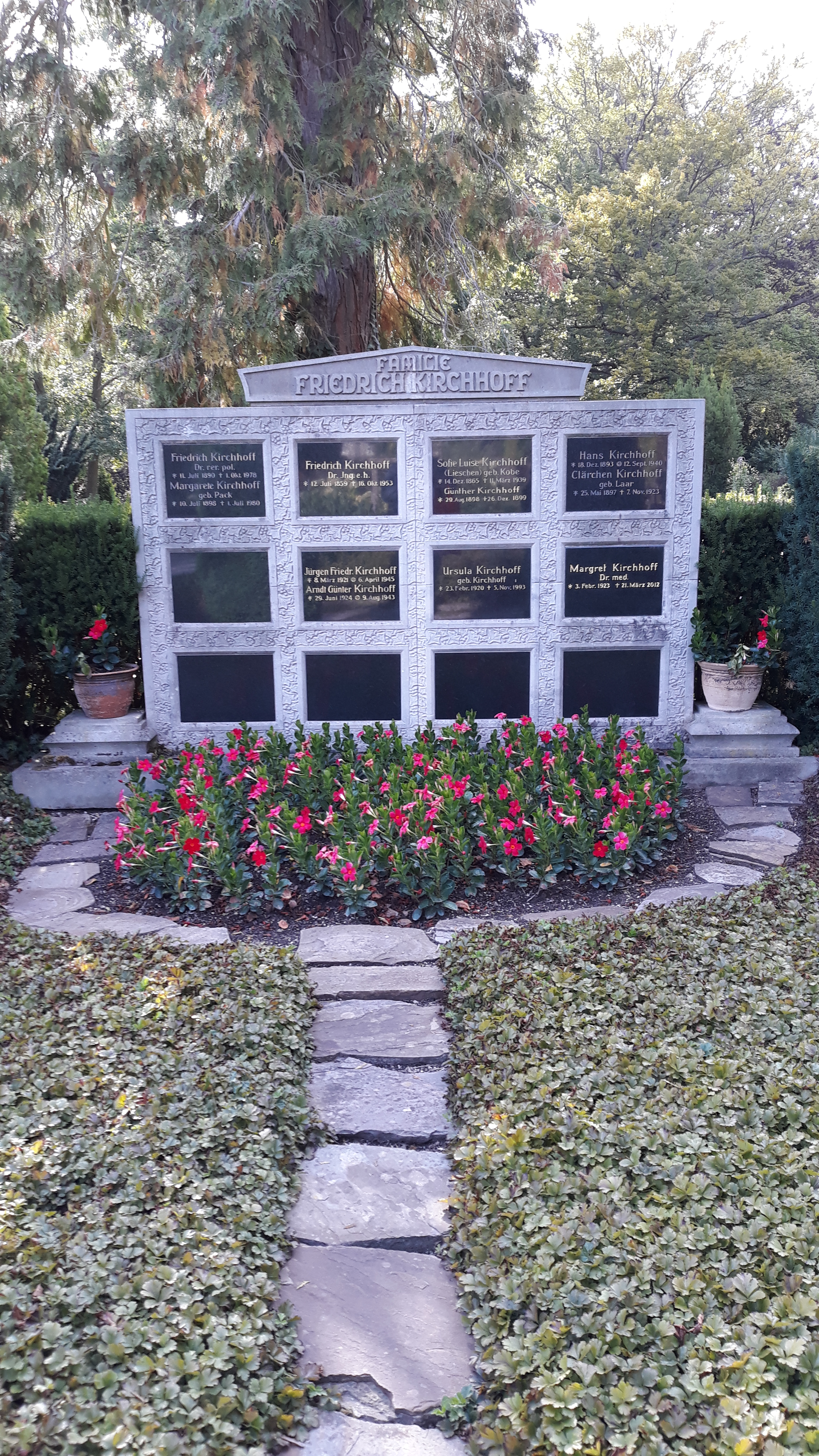
Das Grab von Friedrich Kirchhoff im Familiengrab auf dem Hauptfriedhof Iserlohn.

Friedrich Kirchhoff war Sohn des gleichnamigen Metallindustriellen Friedrich Kirchhoff. Er studierte Maschinenbau und Volkswirtschaftslehre an der Technischen Hochschule in München, wo er 1910 Mitglied des Corps Germania wurde. Ab 1914 nahm er als Reserveoffizier, zuletzt als Rittmeister der Reserve, im 2. Hannoverschen Dragoner-Regiment am Ersten Weltkrieg teil. 1919 trat er als Teilhaber in die heute zur Kirchhoff-Gruppe gehörende väterliche Firma Stephan Witte & Co. in Iserlohn ein, die er bis 1968 als Geschäftsführer leitete. Nach mehrjähriger praktischer Tätigkeit setzte er seine Studien an der Universität Münster fort und promovierte 1931 zum Dr. rer. pol.
Von 1932 bis 1973 war Kirchhoff Mitglied des Aufsichtsrats der von seinem Vater mitgegründeten Deutschen Babcock und Wilcox AG in Oberhausen, von 1940 bis 1965 Mitglied des Aufsichtsrats der Portland Zementwerke AG in Heidelberg.